# Albert Bertalan
Albert Bertalan (* 21. September 1899 in Jászberény; † 28. Dezember 1957 in Paris) war ein ungarisch-französischer Maler der École de Paris.

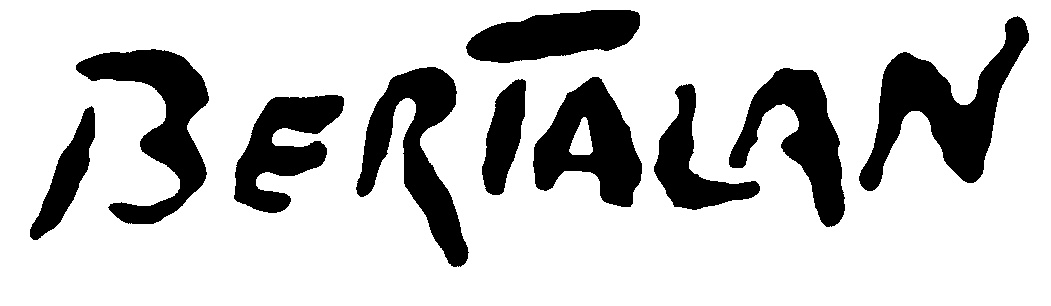
Unterschrift von Albert Bertalan

## Leben
Den ersten Malunterricht gab ihm der Künstler Jenő Frim. Anschließend studierte er an der Freien Kunstschule von Károly Kernstok und danach unter Adolf Fényes in Szolnok.
Von 1924 an besuchte er kurzzeitig die Pariser Académie Julian.
Kurze Zeit später wurde ihm auch der erste Erfolg zuteil, nämlich 1925 eine Ausstellung in der renommierten Galerie Bernheim-Jeune. Noch im selben Jahr folgte eine Reise zu Studienzwecken zur Künstlerkolonie von Baia Mare, wo er sich u. a. der Freilichtmalerei widmete. Dieser Aufenthalt ist durch die Zusammenarbeit mit den Malern Béla Iványi-Grünwald und István Réti geprägt. Dass, das Jahr 1926 für Albert Bertalan ein Jahr des Erfolges war, bestätigt der ihm vergebene Preis der Pál-Szinyei-Merse-Gesellschaft (Szinyei Merse Pál Társaság).
Von nun an wurden seine Werke in den wichtigsten Pariser Salons ausgestellt. Vermutlich veranlassten die Ausstellungserfolge den Künstler 1929 in Paris ansässig zu werden. Ein Jahr zuvor trat er in der Vereinigung Neuer Künstler (Új Művészek Egyesülete) ein.

## Ausstellungen
- November 1925: Galerie Bernheim-Jeune, Paris
- 1926–1930: Salon des Indépendants, Paris
- 1926: Salon d’Automne, Paris
- 1928: Ernst Museum, Budapest
- 1930: Salon des Tuileries, Paris
- Juli–August 2011: Hamza Museum und Jász Gallery, Jászberény

## Werke in Sammlungen
- Institut national d’histoire de l’art – Sammlung Jacques Doucet
- Janus Pannonius Museum, Pécs
- Kunstgalerie Nové Zámky (Galéria umenia Nové Zámky)
- Musée départemental de l’Oise, Beauvais
- Museum Jászberény